# Bury (Cambridgeshire)
Pour les articles homonymes, voir Bury.
Bury est une paroisse civile et un village du Cambridgeshire, en Angleterre.